# Bukwa
Bukwa  este un oraș  în  Uganda. Este reședinta  districtului Bukwa.